# Orchestina foa
Orchestina foa es una especie de arañas araneomorfas de la familia Oonopidae. El aspecto de los pedipalpos de O. foa es similar al de otras especies del mismo género, con terminaciones (psembolus) de amplia base y una sección terminal en forma de espina.

## Distribución geográfica
Es endémica de Socotra.